# Charlie Hickcox
Charlie Hickcox (n. 6 februarie 1947, Phoenix, Arizona, SUA – d. 14 iunie 2010, San Diego, California, SUA) a fost un înotător american, medaliat olimpic. A participat la o ediție a Jocurilor Olimpice (1968) în care a câștigat 4 medalii de aur și o medalie de argint.